# ميتشل لانغيراك

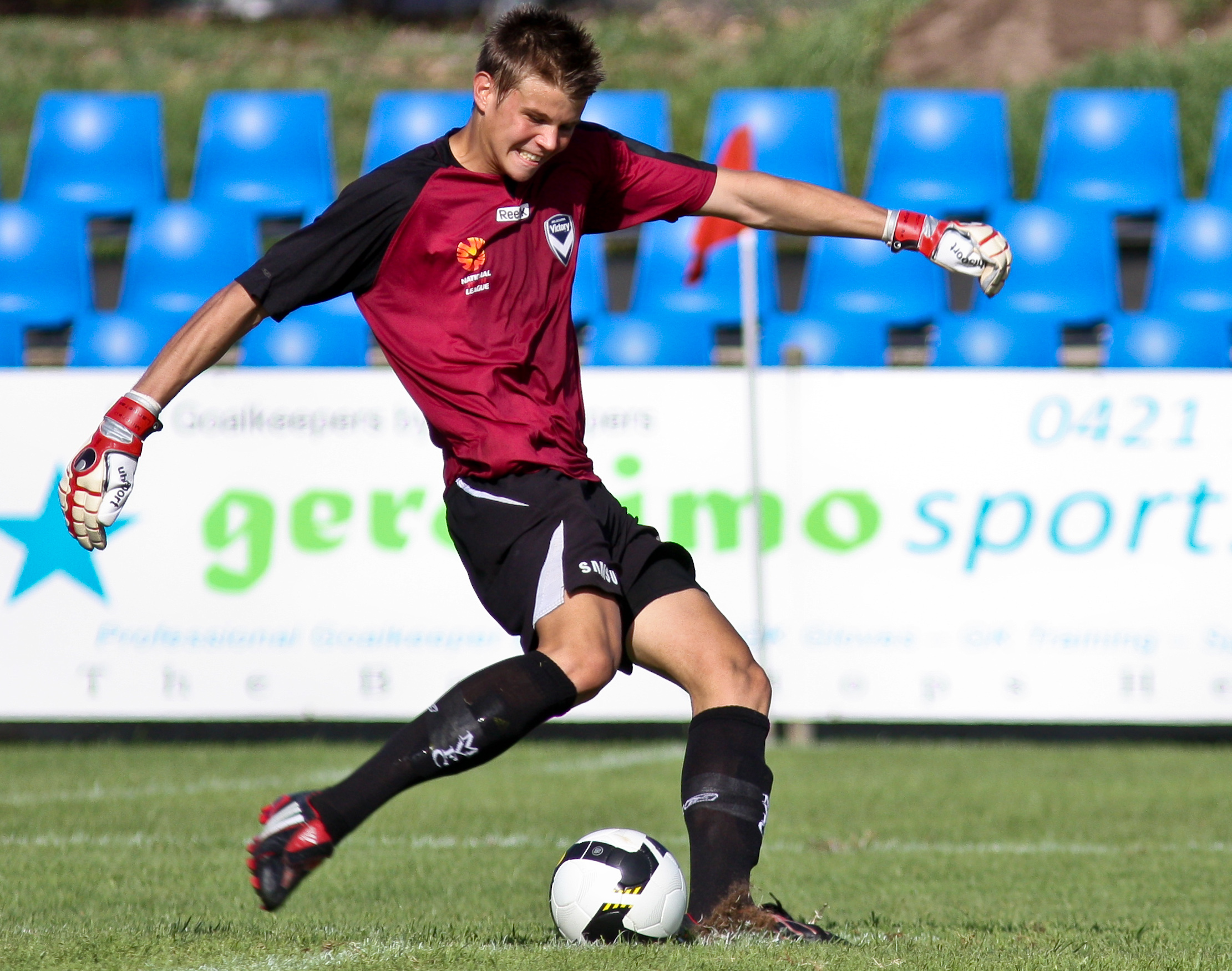
لانغيرك مع ميلبورن فيكتوري

ميتشل لانغيراك (بالإنجليزية: Mitchell Langerak)‏ (مواليد 22 أغسطس 1988 في كوينزلاند أستراليا) هو لاعب كرة قدم أسترالي يلعب حالياً لنادي شتوتغارت الألماني في مركز حارس مرمى.
وقع لانغيراك أول عقد احترافي له في فبراير 2007 لفريق ميلبورن فيكتوري الأسترالي قبل أن ينتقل على سبيل الإعارة لفريق ساوث ميلبورن ، انتقل مطلع موسم 2010–11 إلى الدوري الألماني حيث انضم لفريق بوروسيا دورتموند في 12 مايو 2010 ولم يشارك إلا في عدد قليل من المباريات نظراً لسيطرة الحارس المخضرم رومان فايدنفيلر على مركز حراسة المرمى بالفريق.

## ألقاب
مع بوروسيا دورتموند:
- الدوري الألماني: 2010-11، 2011-12
- كأس ألمانيا 2011-12